# 戴桓青
戴桓青（约1978年—），曾任國立臺灣大學化學系副教授，後轉任廈門大學公共衛生學院教授。主要研究範圍為神經突觸後化學與提琴木材。
2016年11月，他與台灣奇美博物館合作的研究案《史特拉底瓦里名琴的楓木和現代樂器木材間的化學差別》（Chemical distinctions between Stradivari’s maple and modern tonewood），獲《美國國家科學院院刊》（PNAS）接受，預計2017年1月刊登。紐約時報越洋專訪戴桓青報導說，根據這項研究史特拉底瓦里小提琴的研究，其美好聲音的秘密可能在木料的處理。

## 家庭
父親戴怡德為臺大化工系教授，二伯戴東雄為臺大法學院前院長，三伯戴東原為臺大醫院前院長，祖父戴炎輝是前臺大法律系教授、司法院前院長，一家四代多位皆為臺大校友。